# Takahashi Oden
Pour les articles homonymes, voir Oden (homonymie).
Takahashi Oden est un nom japonais traditionnel ; le nom de famille (ou le nom d'école), Takahashi, précède donc le prénom (ou le nom d'artiste).
Takahashi Oden (高橋 お伝) (1849 - 31 janvier 1879) est une criminelle japonaise connue pour avoir tué un homme et avoir été la dernière femme à être exécutée par décapitation au Japon. Elle est également suspectée d'avoir empoisonné son mari. Elle est exécutée dans la prison d'Ichigaya dans le quartier de Yaesu dans l'arrondissement de Chūō-ku (Tokyo).
Le film Dokufu Oden Takahashi (1958 du réalisateur Nobuo Nakagawa est inspiré de sa vie. Le film Crimson Night Dream (紅夜夢, Koyamu) (1983) du genre pinku eiga du réalisateur Shōgorō Nishimura reprend également la vie de Takahashi.